# Orkiestra Dęta OSP Słupca

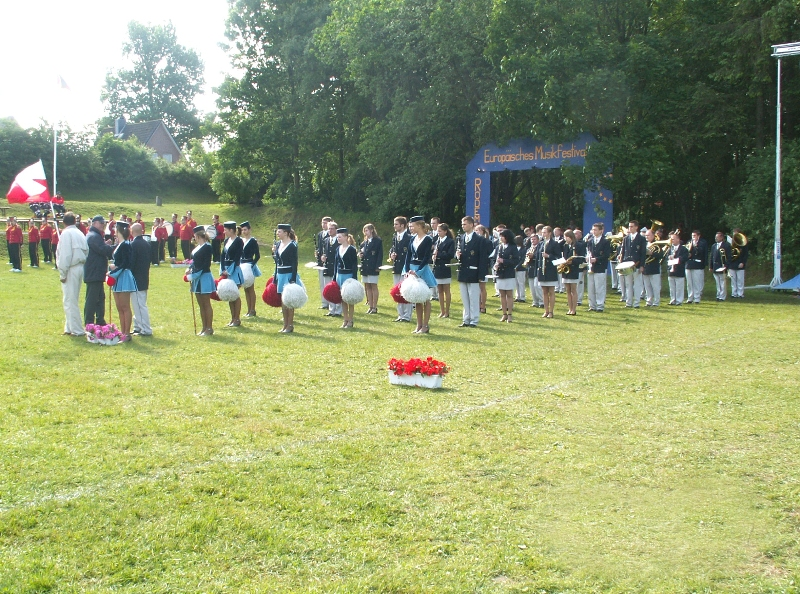
ugrupowanie marszowe

Orkiestra Dęta OSP w Słupcy - amatorski, dęty zespół instrumentalny działający przy Ochotniczej Straży Pożarnej w Słupcy. 

## Historia
Orkiestra powstała wraz z jednostką bojową słupeckiej OSP w 1893 roku. Jej pierwszym kapelmistrzem był Józef Baśkiewicz. Jednak szczytowy okres rozwoju zespołu to rok 1990, związany z 700-leciem nadania praw miejskich Słupcy. W 1999 prezesem i kierownikiem artystycznym zostaje Józef January Jasiński, a kapelmistrzem jego syn - Jan Jasiński.

## Zespół
Orkiestra, jako najstarszy zespół artystyczny w Słupcy, bierze udział w uroczystościach państwowych, strażackich, kościelnych oraz imprezach masowych. Demonstruje pokaz musztry paradnej. Uczestniczy w przeglądach, turniejach i festiwalach orkiestr dętych na terenie całego kraju i za granicą. Zdobywa czołowe lokaty w koncertach, marszach pochodowych i musztrze paradnej. Obecnie zespół tworzy orkiestra i grupa choreograficzna - łącznie 60 osób, kapelmistrzem jest Jan Jasiński, a prezesem Jan Głowacki.

## Dyskografia
- Orkiestra Dęta Ochotniczej Straży Pożarnej - Płyta Promocyjna (1999)
- Orkiestra Dęta Ochotniczej Straży Pożarnej (2008)

## Sukcesy
Sukcesy Orkiestry Dętej w ostatnich latach:
siedmiokrotny laureat przeglądów wojewódzkich i regionalnych
- I nagroda w marszu pochodowym
- I nagroda w muzyce koncertowej
- 2006 - XIX Regionalny Przegląd Orkiestr Dętych w Połczynie-Zdroju
- I nagroda Prezesa Zarządu Głównego Związku OSP RP
- 2008 - XX Regionalny Przegląd Orkiestr Dętych w Połczynie-Zdroju
- I nagroda Prezesa Zarządu Głównego Związku OSP RP

udział w Ogólnopolskim Festiwalu Orkiestr Dętych
- 1995 - Chodzież
- 1997 - Bielsko-Biała
- 1999 - Konin - nagroda publiczności
- 2001 - Połczyn-Zdrój - XVI Ogólnopolski Festiwal Orkiestr Dętych - II nagroda
- 2003 - Warszawa - nagroda w musztrze paradnej i muzyce koncertowej, zespół zaliczono do najlepszych orkiestr w Polsce
- 2005 - Krynica-Zdrój - XVIII Ogólnopolski Festiwal Orkiestr Dętych
- 2007 - Krynica-Zdrój - XIX Ogólnopolski Festiwal Orkiestr Dętych - srebrny aplauz

26 czerwca 1997 - wraz z 49 strażackimi orkiestrami ustanawia Rekord Guinnessa w konkurencji złożonej z 1500 muzyków - strażaków ochotników
1999 - Festiwal Orkiestr Dętych w Swarzędzu
- I nagroda w musztrze paradnej
- II nagroda w muzyce koncertowej

2002 - koncert we Lwowie na Ukrainie
2006 - IV Europarada Orkiestr Dętych w Suchowoli
2007 - XIX Europejski Festiwal Orkiestr Dętych w Husum w Niemczech
- II miejsce w muzyce koncertowej
- III miejsce w show paradnym i musztrze paradnej

2007 - IV Międzynarodowa Parada Orkiestr w Zambrowie